# Moritz Bollmann
Moritz Elias Bollmann (* 5. Januar 2000 in Neuhaus am Rennweg) ist ein deutscher Rennrodler.
Bollmann besuchte bis 2019 das Sportgymnasium Oberhof und ist seitdem in der Ausbildung zum Bundespolizisten. Er startet für den RRV Sonneberg/Schalkau.

## Junioren
Moritz Bollmann bestritt seine ersten internationalen Rennen ab der Mitte der Saison 2015/16. Er debütierte am Königssee im Jugend-A-Weltcup und wurde auf der ältesten Kunsteisbahn der Welt 19. Es folgte ein 13. Rang in Igls. In die Spitze seiner Altersklasse rodelte er erstmals in Altenberg als Fünfter. Zum Saisonabschluss auf seiner Heimbahn in Oberhof erreichte er als Dritter hinter Fabian Malleier und Thomas Jaensch erstmals eine Podium-Platzierung. Mit 177 Punkten wurde er Zehnter der Gesamtwertung.
Auch 2016/17 begann Bollmann seine Saison erst nach den beiden ersten Rennen. Als Neuling im Junioren-Weltcup wurde er noch nicht auf die Nordamerika-Tour mitgenommen. Somit wurde sein erstes Saisonrennen wieder das Rennen in Igls, bei dem er nun 12. wurde. Auf seiner Heimbahn Oberhof verpasste er anschließend als Vierter knapp eine Podiumsplatzierung hinter Max Langenhan, Kristers Aparjods und Nico Gleirscher. Es waren zugleich die Junioren-Europameisterschaften 2017. Bei den folgenden Junioren-Weltmeisterschaften 2017 in Sigulda wurde er Sechster. Danach wurden die Rennen des Junioren-Weltcups fortgesetzt. Nach einem 12. Platz in Altenberg erreichte er zum Saisonfinale in Winterberg seine bis dahin beste Platzierung und musste sich als Zweiter nur noch Max Langenhan geschlagen geben. Mit 209 Punkten wurde Bollmann Neunter der Rennserie.
Die Saison 2017/18 verlief für Bollmann sehr erfolgreich, in allen Saisonrennen konnte er einstellige Platzierungen erreichen. Zum Saisonstart wurde er in zwei Rennen in Oberhof jeweils Zweiter hinter Langenhan. Mit Rang sieben in Königssee erreichte er sein schwächstes Resultat in der Saison, danach war er nie mehr schlechter als Vierter. Diese Platzierung erreichte er etwa bei den beiden folgenden Rennen in Igls. Zum Saisonabschluss in Winterberg wurde er erneut hinter Langenhan Zweiter. Auch in der Gesamtwertung wurde er mit 421 Punkten hinter Langenhan, der alle sechs Saisonrennen gewinnen konnte, Zweiter. Das Rennen in Winterberg waren zugleich die Junioren-Europameisterschaften 2018, womit Bollmann Vize-Europameister wurde. Bei den Junioren-Weltmeisterschaften 2018 in Altenberg belegte er bei einem deutschen Vierfachsieg hinter Langenhan, David Nößler und Paul-Lukas Heider den vierten Platz.

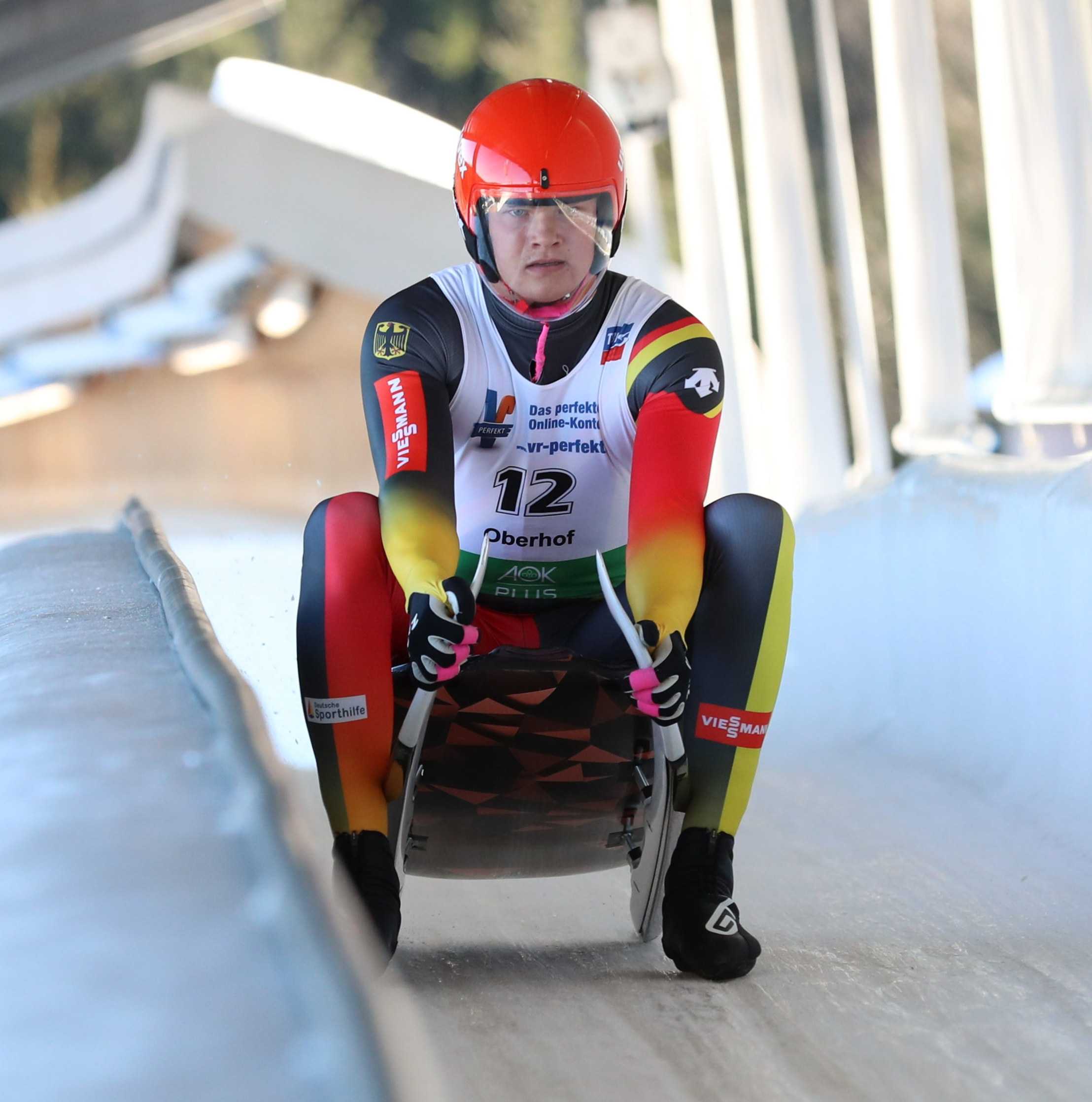
Bollmann beim Junioren-Weltcup 2019 in Oberhof

Die Saison 2018/19 wurde zu Bollmanns letzter und erfolgreichster Saison bei den Junioren. Zum Saisonbeginn gewann er die beiden Rennen auf der Nordamerika-Tour in Park City. Zudem gewann er bei beiden Stationen gemeinsam mit Anna Berreiter sowie dem Doppelsitzer Hannes Orlamünder und Paul Gubitz die Teamstaffelrennen. Es schloss sich ein achter Rang in Calgary an, Bollmanns mit weitem Abstand schlechtestes Saisonergebnis. Zurück in Europa wurde er hinter David Nößler Zweiter in St. Moritz. Da es zugleich die Junioren-Europameisterschaften 2019 waren, wurde Bollmann wie im Vorjahr Vize-Europameister. Es folgten die Junioren-Weltmeisterschaften 2019 in Igls. Erneut wurde Bollmann Vierter, dieses Mal hinter Langenhan, Bastian Schulte und Lukas Gufler. Anschließend gewann er das Rennen in Winterberg und wurde zum Saisonabschluss hinter Nößler Zweiter in Oberhof. Mit 512 Punkten wurde er mit nur zwei Punkten Vorsprung auf Nößler Sieger der Gesamtwertung des Junioren-Weltcups.

## Erste Schritte bei den Männern

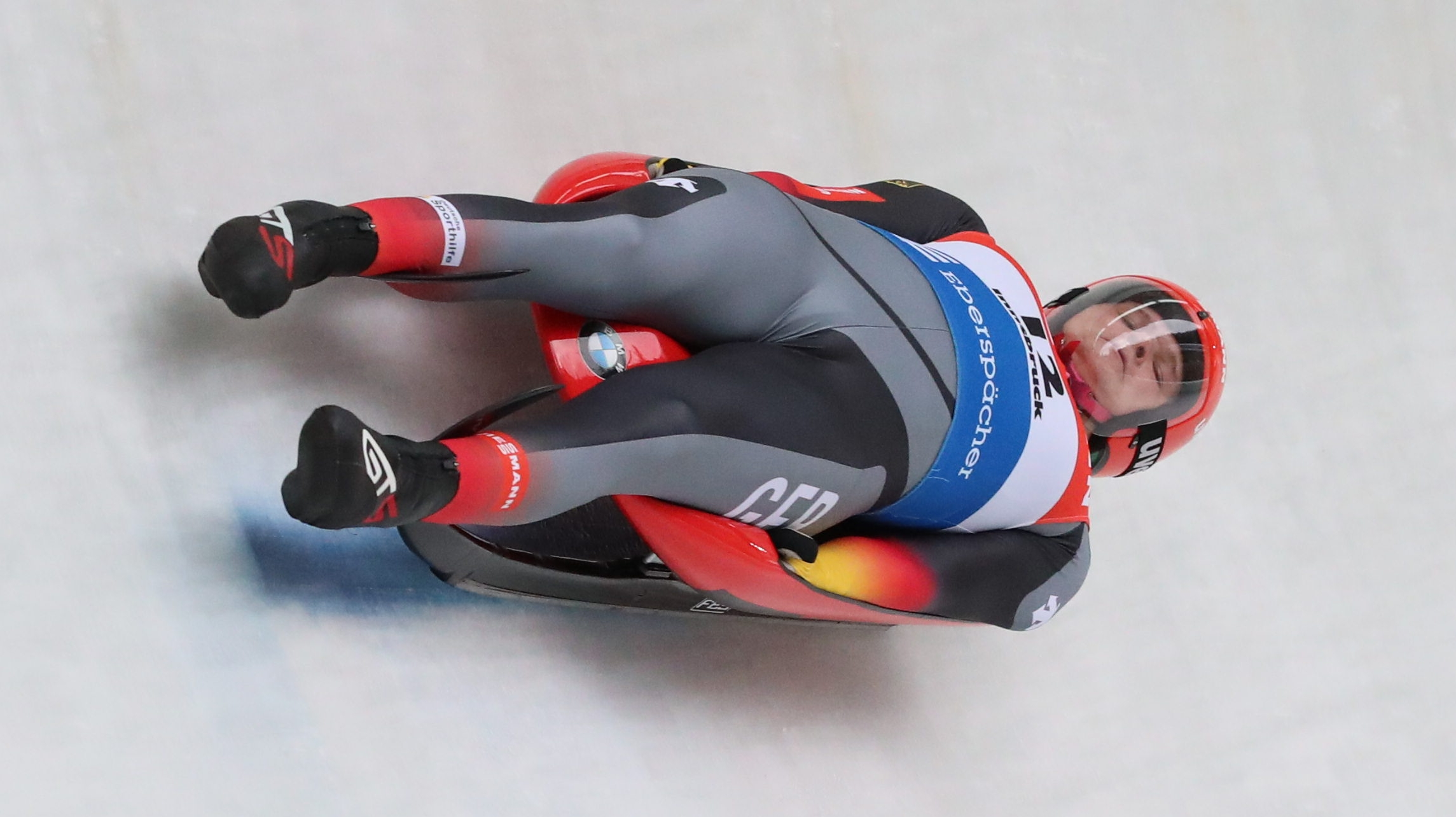
Bollmann während seines ersten Weltcup-Rennens 2019 in Igls

Seit den Olympischen Winterspielen 2018 und der Saison 2017/18 befand sich das deutsche Männer-Rodelteam in einem Umbruch. Langjährige Angehörige des Nationalkaders wie Andi Langenhan, Ralf Palik und Julian von Schleinitz beendeten ihre Karriere. Andere Fahrer wie Christian Paffe, Maximilian Jung und Markus Hummer schafften den erhofften Durchbruch nicht. Somit waren mehrere Plätze im Team frei geworden. 2018/19 rückten schon Max Langenhan und Sebastian Bley nach. Für die Saison 2019/20 stritt Bollmann mit Langenhan, Bley und Chris Eißler um drei Startplätze, Johannes Ludwig und Felix Loch waren gesetzt. Bollmann konnte sich gemeinsam mit Langenhan und Bley durchsetzen. In Igls fuhr er zum Saisonauftakt sein erstes Rennen im Nationencup und qualifizierte sich als Siebter direkt für sein erstes Weltcup-Rennen, in dem er 22. wurde. Es folgten Rennen in Nordamerika. In Lake Placid wurde Bollmann 19. in Calgary qualifizierte er sich als 14. zum ersten Mal für ein Sprintrennen, in dem er ebenfalls auf den 14. Platz fuhr. Zurück in Europa gab es in Altenberg und Lillehammer zwei schwächere Rennen mit den Rängen 26 und 21. Besser lief es wieder in Sigulda, wo er sich zunächst mit seiner ersten Podiumsplatzierung im Nationencup als Dritter für den Weltcup qualifizierte. Im Weltcup-Rennen fuhr er auf den 19. Platz und damit wieder unter die besten 20. Auf seiner Heimbahn in Oberhof verbesserte er sich weiter auf den 15. Rang. Danach wurde er für die Junioren-Weltmeisterschaften 2020 in Oberhof aus dem Weltcup gewonnen. In Thüringen gewann er nicht nur den Einzeltitel vor Gints Bērziņš und David Nößler, sondern auch mit Jessica Degenhardt, Max Ewald und Jakob Jannusch den Titel im Mannschaftsrennen. Mit 180 Punkten wurde Bollmann 24. der Weltcup-Gesamtwertung, mit 396 Punkten Vierter der des Nationencups.

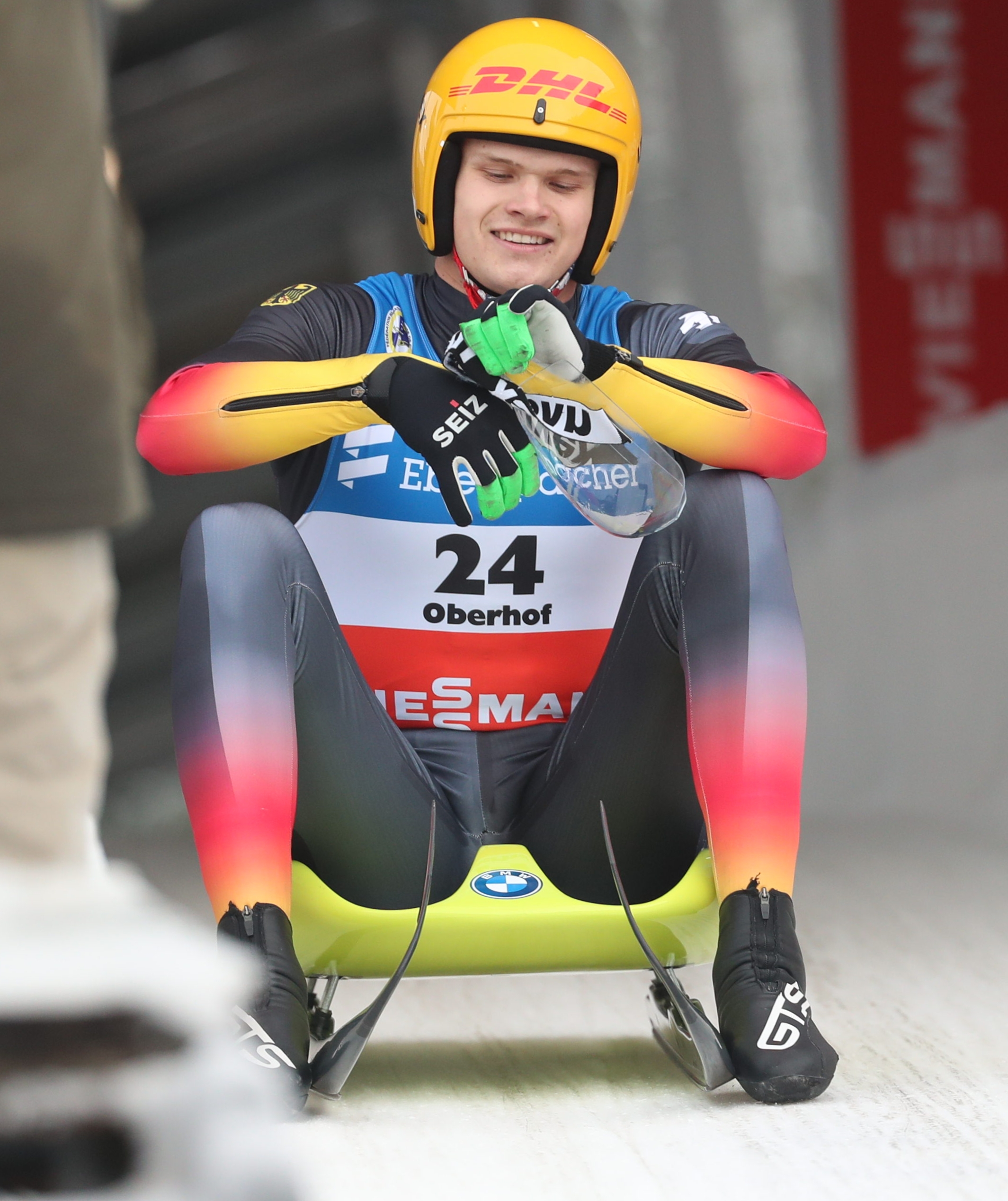
Bollmann beim Weltcuprennen im Dezember 2020 in Oberhof

Auch Saison 2020/21 gelang es Bollmann wieder, sich für das Weltcup-Team zu qualifizieren. Als Elfter des Nationancups in Igls gelang erneut wieder im ersten Saisonrennen die Qualifikation für den Weltcup, in dem er 18. wurde. Es folgte das Rennen in Altenberg, wo er nach einem fünften Rang im Nationencup Sechster im Weltcup-Rennen wurde und damit erstmals unter die besten Zehn fuhr. Bei diesem schwierigen Rennen stürzte er fast im ersten Lauf, konnte sich aber aufgrund der Bahnbedingungen – Felix Loch verbesserte sich im zweiten Lauf von Rang 17 auf eins – zu seinem bislang besten Einzelergebnis verbessern. Von da an gehörte er der Gesetztengruppe an und musste nicht jede Woche neu über den Nationencup für den Weltcup qualifizieren. In Oberhof wurde er danach 12., in Winterberg bei einem von Wetterkapriolen gebeutelten Rennen 24. und am Königssee 13. Bei den Weltmeisterschaften in Königssee wurde er hinter seinem Teamkollegen Max Langenhan Vize-Weltmeister in der U23-Wertung.

## National
National gewann Bollmann bei den Deutschen Meisterschaften 2019 in Oberhof mit Jessica Tiebel sowie Hannes Orlamünder und Paul Gubitz die Silbermedaille im Teamstaffelrennen. In der Juniorenwertung wurde er 2019 Vizemeister im Einzel. Bei den Deutschen Meisterschaften 2021 in Altenberg gelang erneut der Gewinn der Silbermedaille in der Teamstaffel, dieses Mal mit Jessica Degenhardt und Orlamünder/Gubitz.

## Statistik

### Ergebnisse bei Meisterschaften

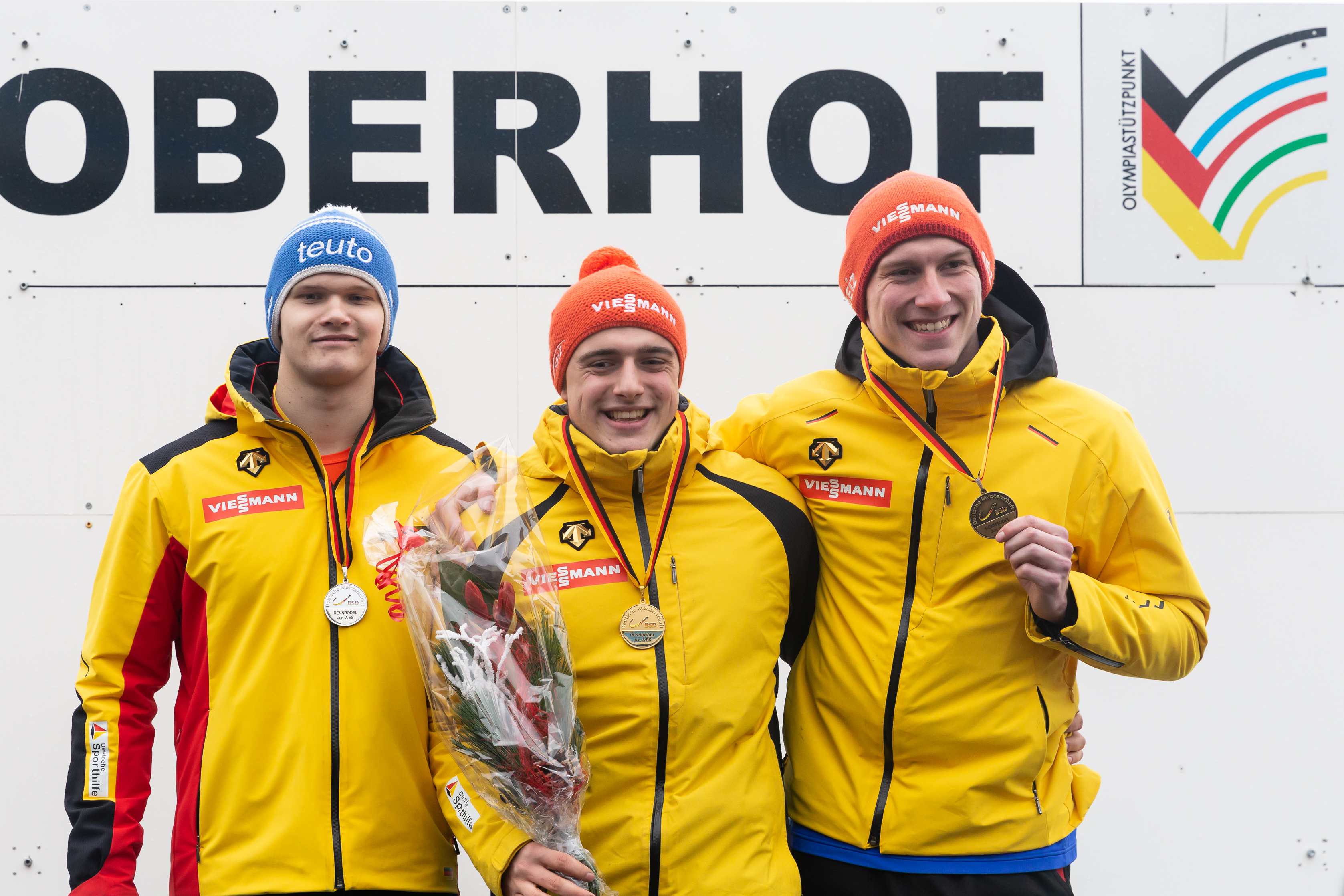
Podium bei den deutschen Juniorenmeisterschaften 2019: Bollmann, Florian Müller, Thomas Jaensch

| Jahr | Olympische Spiele | Weltmeisterschaften | Europameisterschaften | U-23-Weltmeisterschaften | U-23-Europameisterschaften | Junioren-Weltmeisterschaften | Junioren-Europameisterschaften |
| ---- | ----------------- | ------------------- | --------------------- | ------------------------ | -------------------------- | ---------------------------- | ------------------------------ |
| 2016 | 0/                | 0–                  | 0–                    | 0–                       | 0–                         | 0–                           | 0–                             |
| 2017 | 0/                | 0–                  | 0–                    | 0–                       | 0–                         | 06.                          | 04.                            |
| 2018 | 0/                | 0/                  | 0–                    | 0/                       | 0–                         | 04.                          | 02.                            |
| 2019 | 0/                | 0–                  | 0–                    | 0–                       | 0–                         | 04.                          | 02.                            |
| 2020 | 0/                | 0–                  | 0–                    | 0–                       | 0–                         | 01./1.                       | 0–                             |
| 2021 | 0/                | 11.                 | 16.                   | 02.                      | 03.                        | 0–                           | 0–                             |

### Platzierungen in Gesamtwertungen
| Saison  | Weltcup | WC-Punkte | Sprintweltcup | Nationencup | NC-Punkte | Junioren-Weltcup | JWC-Punkte | Jugend-A-Weltcup | JAWC-Punkte |
| ------- | ------- | --------- | ------------- | ----------- | --------- | ---------------- | ---------- | ---------------- | ----------- |
| 2015/16 | 0–      | 0–        | 0–            | 0–          | 0–        | 0–               | 0–         | 10.              | 177         |
| 2016/17 | 0–      | 0–        | 0–            | 0–          | 0–        | 09.              | 209        | 0–               | 0–          |
| 2017/18 | 0–      | 0–        | 0–            | 0–          | 0–        | 02.              | 421        | 0–               | 0–          |
| 2018/19 | 0–      | 0–        | 0–            | 0–          | 0–        | 01.              | 512        | 0–               | 0–          |
| 2019/20 | 24.     | 180       | 0–            | 04.         | 396       | 0–               | 0–         | 0–               | 0–          |
| 2020/21 | 15.     | 298       | 19.           | 20.         | 189       | 0–               | 0–         | 0–               | 0–          |

## Einzelbelege
1. ↑  Theo Schwabe: Moritz folgt Max: Rodler Bollmann holt WM-Gold in Oberhof. 21. Februar 2020, abgerufen am 5. Januar 2021 (deutsch).
2. ↑  Von 17 auf 1: Loch überrascht sich selbst. In: Kicker. Abgerufen am 5. Januar 2021 (deutsch).
3. ↑  Claudia Fehse: Max Langenhan ist U23-Weltmeister. In: inSüdthüringen.de. 30. Januar 2021, abgerufen am 12. Mai 2021.

| Personendaten    | Personendaten                               |
| ---------------- | ------------------------------------------- |
| NAME             | Bollmann, Moritz                            |
| ALTERNATIVNAMEN  | Bollmann, Moritz Elias (vollständiger Name) |
| KURZBESCHREIBUNG | deutscher Rennrodler                        |
| GEBURTSDATUM     | 5. Januar 2000                              |
| GEBURTSORT       | Neuhaus am Rennweg                          |